# Oligoterorhynchus campylurus
Oligoterorhynchus campylurus är en hakmaskart som först beskrevs av Christian Ludwig Nitzsch 1857.  Oligoterorhynchus campylurus ingår i släktet Oligoterorhynchus och familjen Plagiorhynchidae. Inga underarter finns listade i Catalogue of Life.